# Pere Ribera Gaya
Pere Ribera Gaya (Reus, 3 de novembre de 1818 - L'Espluga de Francolí, 10 d'octubre de 1867) va ser un pedagog català, pare del cirurgià Josep Ribera i Sans.
El seu pare era un jurista nascut a Poboleda que exercia a Reus. Va aprendre les lletres a l'aula de llatinitat de Reus, i va ser l'últim deixeble que va pronunciar l'examen de retòrica des del púlpit de l'església de sant Pere, on exposaven en llatí sobre un tema donat, els alumnes de l'aula, durant la festa que dedicaven a sant Tomàs d'Aquino. Acabats els estudis, va ser nomenat mestre a Tivissa el 1847, i poc després va guanyar oposicions per ser mestre a l'Espluga de Francolí. Va publicar llibres sobre teoria pedagògica i manuals d'ensenyament, con unes Lecciones instructivas a la juventud española, (Reus: Narcís Roca, 1842) i Nuevo método de lectura en prosa y en verso (Reus, 1852). L'historiador reusenc Andreu de Bofarull diu que ve escriure el 1853 un tractat de gramàtica filosòfica de la llengua castellana, i un altre tractat raonat sobre l'agricultura a les escoles rurals el 1859, llibres per altra banda desconeguts. Va publicar articles teòrics a la revista El Monitor de primera enseñanza, dirigida als mestres a partir de 1860. D'ideologia catòlica conservadora, és conegut pel seu llibre La Religión vindicada de los ultrajes del ateísmo: obra en que se impugnan y desvanecen filosóficamente las proposiciones del libro titulado El buen sentido, y se prueba con sus propias razones la existencia de Dios y ficcion del ateismo, un text contra les idees materialistes d'Holbach. Va deixar inèdits diversos manuscrits en vers i en prosa. Va ser important la seva actuació quan era mestre a l'Espluga de Francolí per la defensa que va fer a favor de la conservació de l'església de sant Miquel, una església romànica dels inicis del[gòtic construïda al segle xiii que va estar a punt de ser enderrocada.